# José de Braganza (arzobispo)
José Carlos de Braganza, o simplemente José de Braganza (Lisboa, 6 de mayo de 1703 - Ponte de Lima, 3 de junio de 1756), fue el hijo bastardo del rey D. Pedro II de Portugal, de una relación que mantuvo con Francisca Clara da Silva.

## Biografía
Legitimado, se crió con su medio hermano D. Miguel en casa del secretario Bartolomeu de Sousa Mexia hasta el momento en que Juan V de Portugal le dio un lugar destacado en su corte. Comendador de Santa Maria de Almourol, Santa Maria de Olhos y São Salvador de Lavre, en la Orden de Nuestro Señor Jesucristo .
En 1724 escapó milagrosamente del naufragio donde desapareció D. Miguel.
Desde muy temprana edad, D. José fue condicionado a la vida religiosa. En 1725 inició sus estudios de Filosofía en la Universidad de Évora, luego continuó sus estudios de Teología, obteniendo el grado de Doctor en Sagrada Teología ( 1733 ). Fue nombrado Arzobispo de Braga, Señor de Braga y Primado de España en 1739 (aunque sagrado sólo en 1741 ). Fue enterrado en la Sé Arquiepiscopal Bracarense .

## Arzobispo de Braga
Normalmente, la Cátedra Bracarense estaba ocupada por un Arzobispo designado por el Rey y confirmado por el Papa. A veces, las opiniones no se reconciliaban y la ruptura de las relaciones era inevitable. Esto rara vez sucedió, pero en la primera mitad del siglo XVIII, acentuando aún más el desacuerdo, sucedió que la individualidad señalada por el Rey no merecía el consentimiento del Papa, y luego continuó la ruptura de relaciones entre la Santa Sede y Portugal. Esta situación se prolongó durante varios años, siendo gobernada la Arquidiócesis durante ese espacio de años por el Cabido .
El 11 de febrero de 1739, Juan V, sin el consentimiento de la Santa Sede, presentó a su hermano legítimo, Don José de Braganza, como Arzobispo de Braga. La noticia sólo llegó a la Capital de Minho el día 25 del mismo mes. El pueblo de Braga se regocijó no sólo porque durante más de diez años la iglesia de Braga había quedado huérfana de un padre espiritual, sino también porque se había nombrado una personalidad de tan alta jerarquía.
Las diferencias entre el Reino de Portugal y la Santa Sede se compusieron, gracias a la acción del Papa Benedicto XIV, uno de los Papas más amigos de los portugueses, el 19 de diciembre de 1740, en el primero año de pontificado, confirmó la elección que Juan V había hecho de su hermano consanguíneo para arzobispo de Braga, como lo demuestra la Divina Bula disponente clementia.
D. José llegó a Braga el 23 de julio de 1741. Entrando en pelea el Cabido da Sé de Braga, su hermano, Juan V, le ordenó salir temporalmente de Braga, aunque debería seguir gobernando el arzobispado. Durante este exilio, D. José vivió en Guimarães durante un año y medio, inicialmente en la casa de un noble, Tadeu Camões, y luego en la Casa dos Coutos, que él había construido, donde residió hasta el 22 de junio de 1748
Al frente de la Catedral Primada le sucedió otro bastardo real, D. Gaspar de Bragança, hijo de su hermano consanguíneo el Rey Juan V de Portugal, y una monja, Doña Magdalena Máxima da Silva de Miranda Henriques.
Entre sus obras más destacadas en la ciudad se encuentra el conjunto de Sete Fontes, que permitió abastecer de agua potable a la ciudad durante siglos.